# 二福寺
二福寺（にふくじ）は岐阜県多治見市平和町にある臨済宗南禅寺派の寺院。山号は大慈山。

## 歴史
貞享2年（1685年）に虎渓山永保寺の塔頭である保壽院十二世の観節祖保が脇之島村の住人から熱心な帰依を受けて開創した。
元禄8年（1695年）に土岐郡三十三所巡礼が開かれた際は二十三番札所に選ばれている。
六世の玉泉楚琳（寛政3年（1791年）示寂）は、本堂を改築したほか、臨済宗の中興の祖である白隠慧鶴の十七回忌法要を営み、遂翁元盧に依頼して白隠慧鶴の頂相を寺に齎した。
享保4年(1719年)2月、それまで脇之島村は宗門人別改帳の寺判形は保壽院であったが、二福寺が行うようになった。
それを伝える笠松陣屋への願い書、保壽院が出した譲渡一札などの一連の文書が、二福寺に残っている。
所蔵品のうち、前述の遂翁元盧筆絹本着色白隠禅師像と海北友松筆紙本墨画はは鳥図が多治見市の文化財に指定されている。